# Finnair

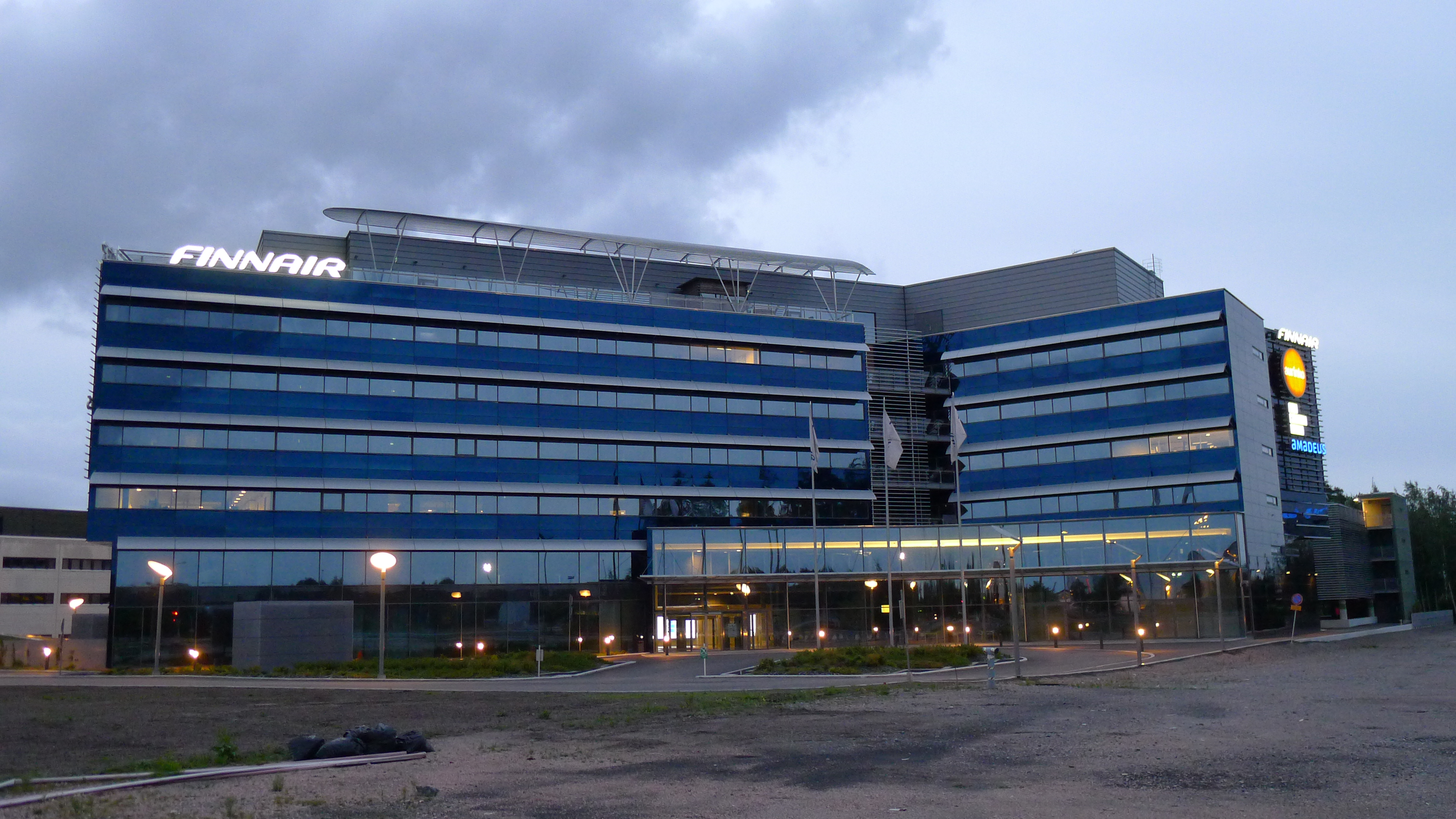
Het hoofdkantoor van de Finnair, House of Travel and Transportation (HOTT)

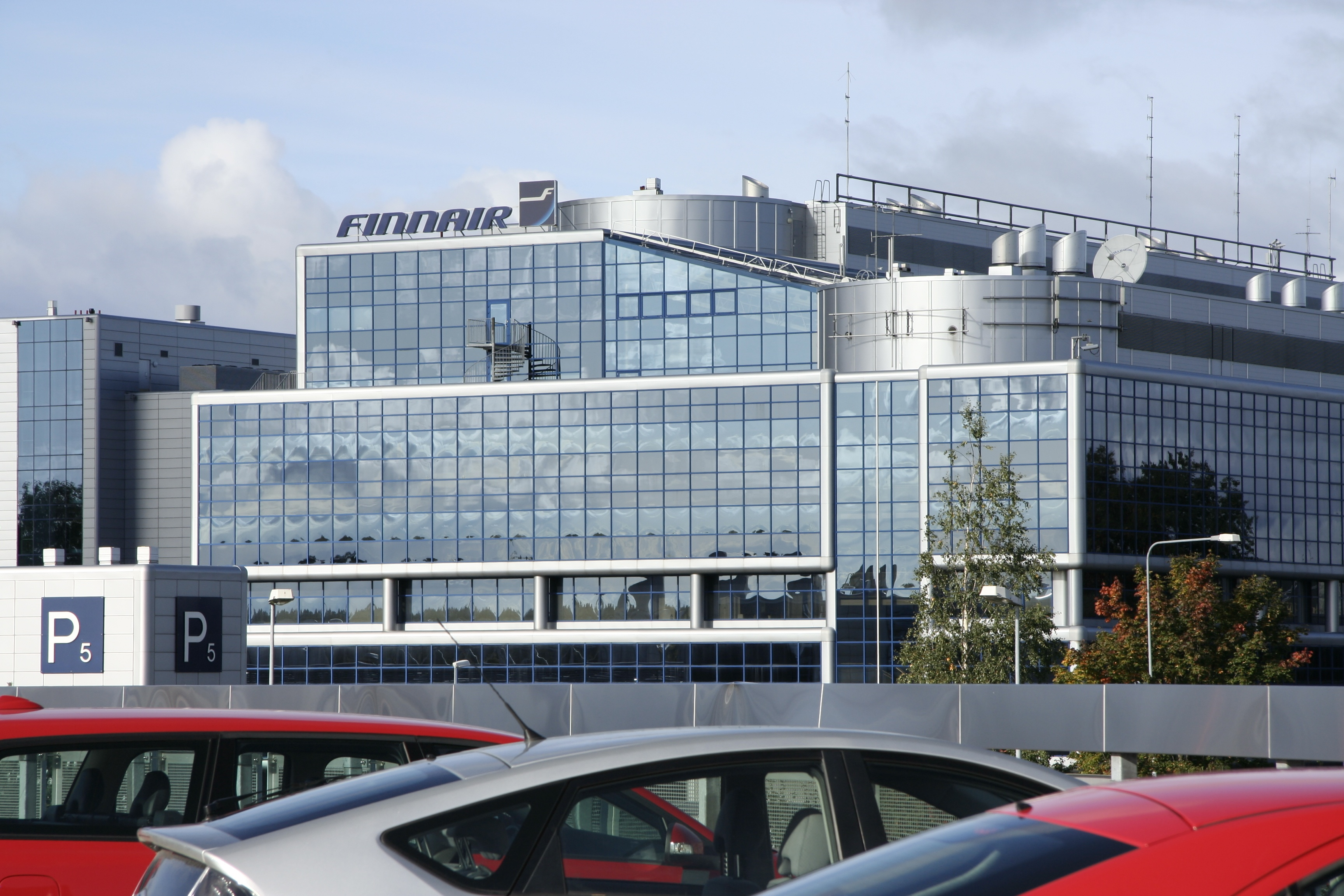
TOKE Building

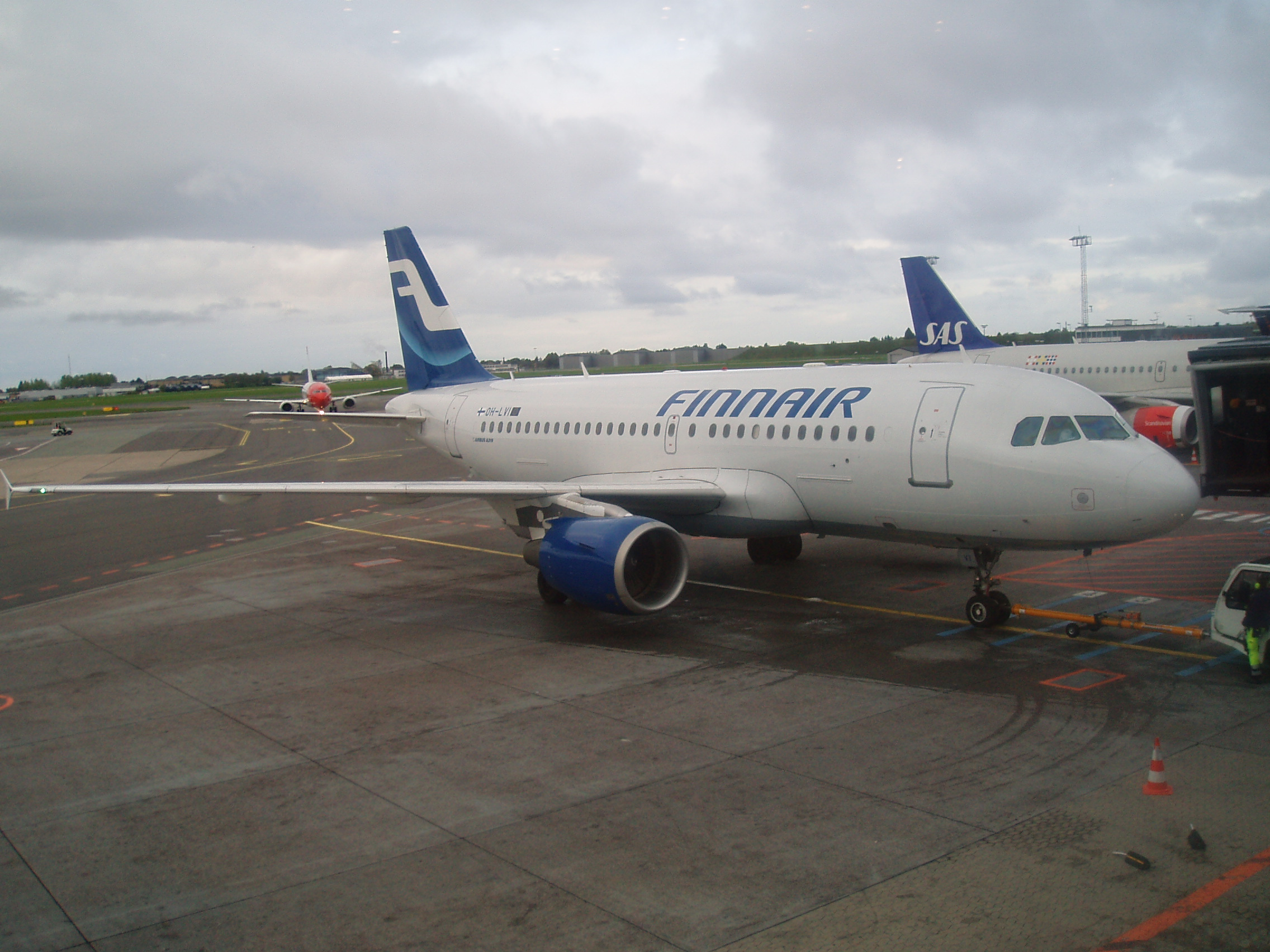
Finnair Airbus A319-100 op de luchthaven van Kopenhagen

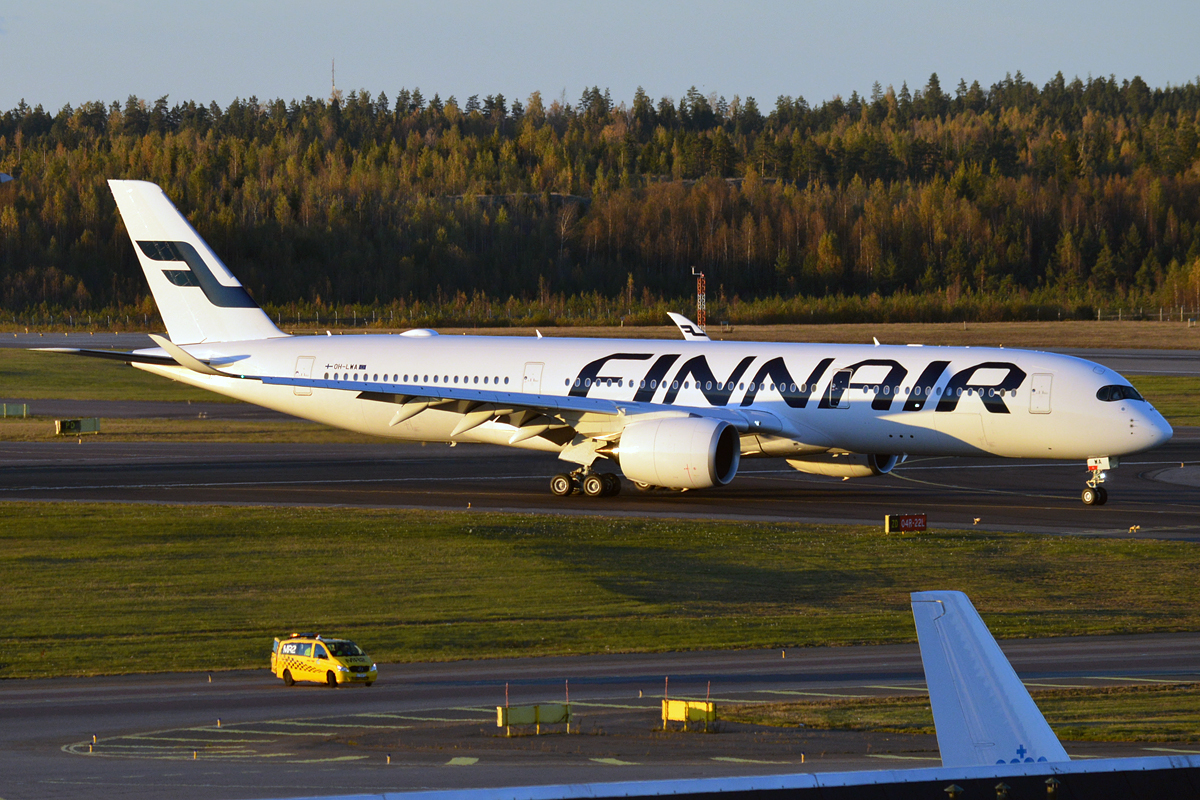
Finnair Airbus A350-900

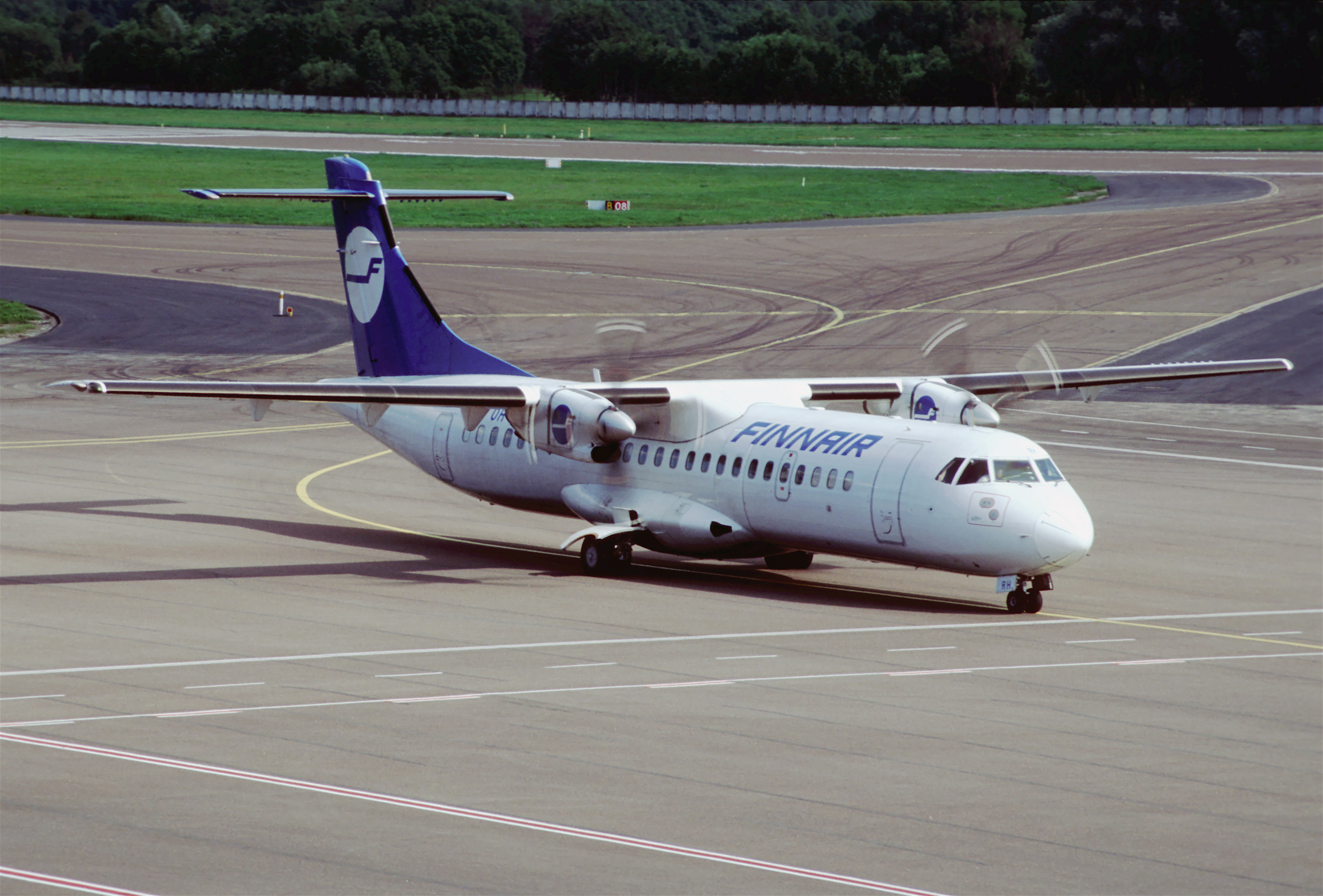
Finnair ATR-72 (2004)

Finnair is de nationale luchtvaartmaatschappij van Finland. Finnair opereert vanaf de luchthaven Helsinki-Vantaa en beheerst zowel de binnenlandse als de internationale luchtvaartmarkt in Finland. Op 31 december 2019 had de Finse staat 55,81% van alle aandelen in handen.

## Activiteiten
In 2019 vervoerde Finnair 14,7 miljoen passagiers. De omzet in het jaar was 3,1 miljard euro, waarvan veruit het grootste deel werd gerealiseerd met het personenvervoer. Vracht en overige diensten maakten maar een beperkt deel van de verkopen. Finnair vloog naar meer dan 100 bestemmingen in Europa, 21 in Azië en acht in Noord- en Zuid-Amerika. Azië is de belangrijkste markt voor de Finse luchtvaartmaatschappij, gevolgd door Europa. De omzet gerealiseerd met binnenlandse vluchten was minder dan 200 miljoen euro in 2019. Op 31 december 2019 had het bedrijf 6788 medewerkers in dienst.
Finnair is lid van de alliantie Oneworld, waarvan British Airways ook lid is.

## Geschiedenis
Finnair werd op 1 november 1923 opgericht door Finse zakenman Bruno Lucander onder de naam Aero OY. De eerste vlucht vond plaats op 20 maart 1924. Die vlucht ging van Helsinki naar Tallinn, Estland. Finnair werd al gauw een zeer succesvolle maatschappij doordat vele vliegtuigen van Aero in staat waren op water, sneeuw en ijs te landen in de koude winters waar temperaturen snel afliepen tot -40 graden.
De code van Finnair hedendaags "AY" stamt af van Aero OY, Aero Yhtiö, wat Aero Maatschappij betekent. Tijdens de Tweede Wereldoorlog had Finnair het moeilijk, doordat Helsinki Malmi en andere Finse steden en vliegvelden doelwit van luchtaanvallen door de Russen werden. De helft van de Aero luchtvloot werd gevorderd door de Finse luchtmacht, en tijdens de zware Winteroorlog, van 1939 tot 1940, bestond naar schatting de helft van alle passagiers van Aero uit kinderen die naar Zweden werden geëvacueerd.
Na de oorlog groeide Aero OY uit tot een van de belangrijkste en meest ontwikkelde luchtvaartmaatschappijen van Europa. In 1953 werd de naam gewijzigd in Finnair om de Finse identiteit weer te geven. In 1982 keerde de naam Aero OY terug als naam voor een binnenlandse dochteronderneming.
In 1950 starten twee broers Karhumäki OY, beter bekend als Karair. Karair vloog voor Finnair vele binnenlandse vluchten en later ook een aantal charters. Karair werd in 1993 toegevoegd aan Finnair.
In 1961 begon voor Finnair het tijdperk van straalvliegtuigen, met de aanschaf van een Caravelle. In 1970 volgde het eerste Amerikaanse straalvliegtuig, een Douglas DC-8. In 1999 sloot Finnair zich aan bij de Oneworld alliantie. Het eveneens Scandinavische SAS was twee jaar eerder een van de oprichters van de Star Alliance.
In 2001 gebruikte Finnair de naam Aero opnieuw, door Aero Airlines op te richten, een dochteronderneming die in Tallinn (Estland) is gevestigd. In 2010 begon Finnair met het vervangen van haar MD-11 vloot voor Airbus A330's en Airbus A340's.

## Ongelukken met toestellen van Finnair
- 14 juni 1940: neerhalen van een Junkers Ju52-3/mge van Aero tijdens een vlucht van Tallinn naar Helsinki door twee bommenwerpers van de Sovjet-Unie. Op dat moment was Finland nog niet in oorlog met de Sovjet-Unie of enig ander land
- 3 januari 1961: crash van een Douglas DC-3 bij Koivulahti. Het toestel raakte in een vrille na een verkeerd ingezette bocht. De piloten hadden gedronken en hadden te weinig slaap gehad.
- 8 november 1963: een andere DC-3 stortte neer nadat voor de landing bij Mariehamn boomtoppen werden geraakt. De oorzaak was slecht zicht en een defecte hoogtemeter.

## Vloot

### Finnair
De vloot van Finnair bestaat sinds april 2020 uit:

### Nordic Regional Airlines
De resterende 24 vliegtuigen is deels geregeld door Nordic Regional Airlines (Norra), een dochtermaatschappij van Finnair.
- 12 Embrarer 190
- 12 ATR-72

## Vlootgeschiedenis tot 1980
- 2 Airbus A300
- 6 ATR 42
- 9 ATR 72
- 3 Boeing 737
- 4 Boeing 757
- 12 McDonnell Douglas DC-10
- 7 McDonnell Douglas MD-11
- 15 McDonnell Douglas MD-82
- 19 McDonnell Douglas MD-83
- 3 McDonnell Douglas MD-87